# تاكويا ياماموتو (لاعب كرة قدم)
تاكويا ياماموتو (باليابانية: 山本 拓矢) (11 أغسطس 1988 في هيوغو في اليابان – )؛ هو لاعب كرة قدم سابق كان يلعب كلاعب وسط.

## وصلات خارجية
- تاكويا ياماموتو (1988) على موقع Soccerway.com (الإنجليزية)
- تاكويا ياماموتو (1988) على موقع عالم الكرة الطائرة (الإنجليزية)